# Carex nudata
Carex nudata är en halvgräsart som beskrevs av William Boott. Carex nudata ingår i släktet starrar, och familjen halvgräs. Inga underarter finns listade i Catalogue of Life.